# Rhantus alutaceus
Rhantus alutaceus és una espècie de coleòpter adèfag de la família Dytiscidae. És un endemisme de Nova Caledònia.